# Мілан Вукіч
Мілан Вукіч (босн. Milan Vukić; 19 серпня 1942, Санскі-Мост) — боснійський шахіст, гросмейстер від 1975 року. Був чемпіоном Боснії і Герцеговини і колишньої держави Югославії, як в часи Соціалістичної Федеративної Республіки (СФРЮ), так і в часи Федеративної Республіки (ФРЮ).

## Життєпис
В шахи почав грати лише коли став юнаком, після того як підлітком займався іншими видами спорту. Однак, коли вже призвичаївся до гри, то почав стрімко прогресувати.
Досягнув звання міжнародного майстра в 1967 і гросмейстера в 1975 році, 1970 року вперше виграв Чемпіонат СФРЮ, подальші перемоги здобув у 1971 та 1974 роках.
Попри розпал бойових дій Югославської війни (1992—1995), продовжував грати в запланованих змаганнях. На цей період припадає четверта перемога в чемпіонаті Югославії 1994 (цього разу у Федеративній Югославії). Пізніше, після того, як його країні довелося пережити ще більше політичних потрясінь, став переможцем першого в історії чемпіонату Боснії і Герцеговини (2005). Організатори запросили до участі в турнірі сербських і боснійських шахістів, й провели змагання в дусі дружби. Вукіч сам був зареєстрований тоді як сербський гравець, але відтоді поміняв федерацію.
У 1970-х роках регулярно досягав успіху на міжнародних турнірах. Його найбільш помітні результати включали одноосібне або поділене 1-ше місце на відкритому турнірі в Білі в 1972 і 1973 роках (останній разом з Яношем Флешем), 1-ше місце в Баня-Луці 1974 (попереду Властіміла Горта і Геннадія Кузьміна, серед інших відомих гравців Ян Тімман, Борислав Івков, Іштван Чом, Джеймс Тар'ян — можливо, його найбільший успіх), Баймоку і Варні (обидві 1975), Вуковарі 1976 й Земуні 1980 (поділив з Драголюбом Велимировичем).
Відтоді він залишається досить активним турнірним гравцем і продовжує іноді записувати до свого активу перемоги, наприклад, поділ 1-го місця в готелі Опатія (Рієка) у 2002 році.
У командних шахах представляв Югославію на студентському і національному рівнях. Починаючи зі всесвітніх студентських командних чемпіонатів Європи 1967 і 1968, має солідний відсоток особистих перемог, хоча команда не змогла досягти успіхів. Зіграв на командних чемпіонатах Європи в 1970 і 1980 роках, вигравши індивідуальну бронзову медаль 1980 року. Входив до складу збірної Боснії і Герцеговини на командному чемпіонаті Європи 2007, але зіграв лише одну гру. Хоча і є багаторазовим національним чемпіоном, але ніколи не представляв свою країну на шахових олімпіадах.
Як гравець регулярної шахової ліги Вукіч має довгу історію гри за клуб Željezničar Sarajevo і був членом команди у фіналі Клубного кубка Європи. Також має прекрасну репутацію бліцора.

## Зміни рейтингу
| На цьому місці має відображатися графік чи діаграма, однак з технічних причин його відображення наразі вимкнено. Будь ласка, не видаляйте код, який викликає це повідомлення. Розробники вже працюють для того, щоби відновити штатне функціонування цього графіка або діаграми. | |
| | На цьому місці має відображатися графік чи діаграма, однак з технічних причин його відображення наразі вимкнено. Будь ласка, не видаляйте код, який викликає це повідомлення. Розробники вже працюють для того, щоби відновити штатне функціонування цього графіка або діаграми. |